# Obtusicauda frigidae
Obtusicauda frigidae är en insektsart som först beskrevs av Oestlund 1886.  Obtusicauda frigidae ingår i släktet Obtusicauda och familjen långrörsbladlöss. Inga underarter finns listade i Catalogue of Life.